# Artiste

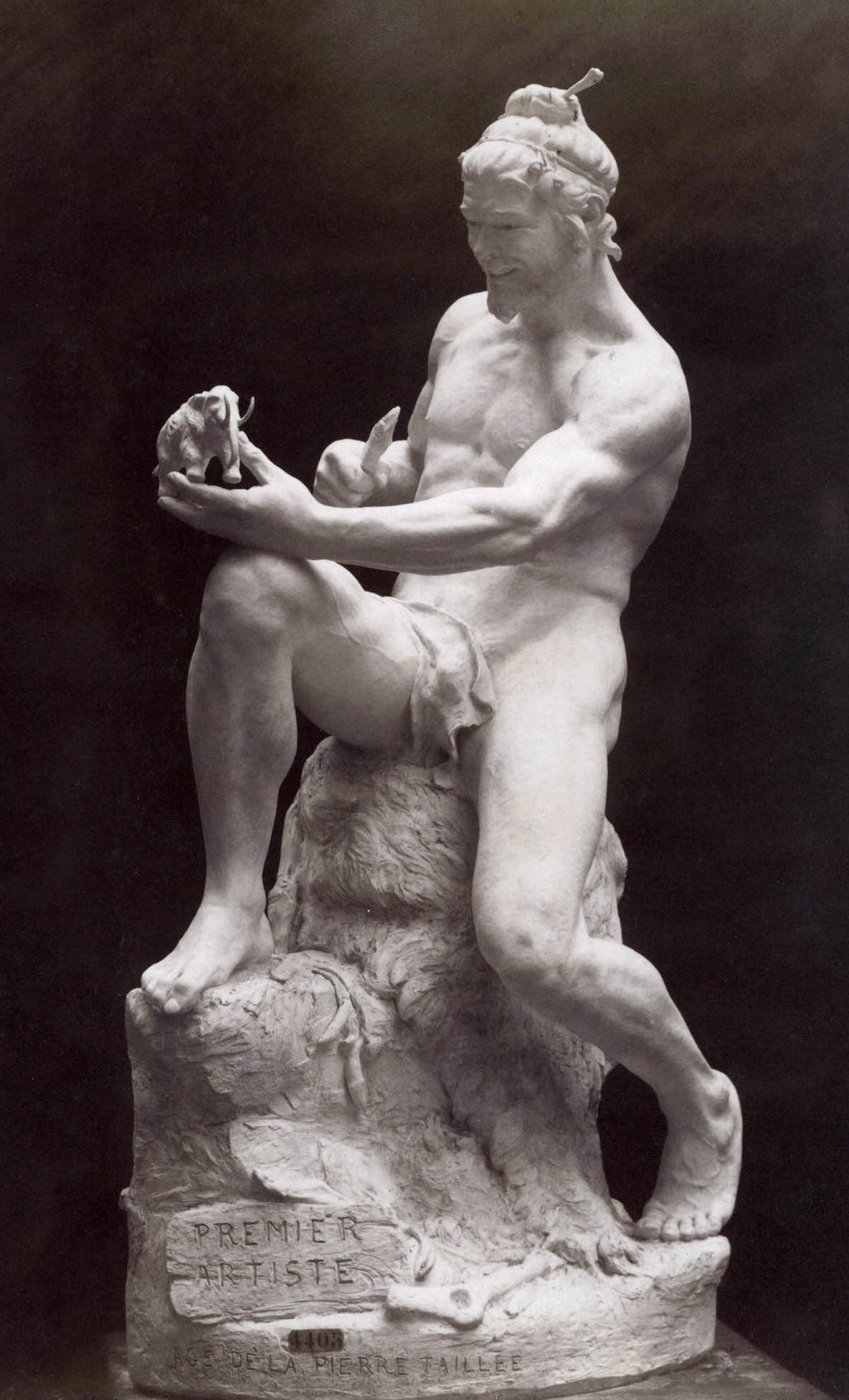
Premier artiste, statue de Paul Richier, 1890.

Un artiste est un individu faisant une œuvre, cultivant ou maîtrisant un art, un savoir-faire, une technique, et dont on remarque entre autres la créativité, l'inventivité, l'originalité de sa production, de ses actes, de ses gestes.
Ses œuvres sont source d'émotions, de réflexion, de sentiments, de spiritualité, de sublimations et/ou de transcendances. Le mot « artiste » vient du latin artista, qui lui-même dérive de ars, artis, signifiant « art » ou « habileté ». Au Moyen Âge, le terme désignait principalement les personnes pratiquant des arts libéraux, comme la grammaire, la rhétorique ou la logique. À partir de la Renaissance, son usage s'est étendu pour inclure ceux pratiquant les arts visuels, comme la peinture et la sculpture, et il est progressivement devenu synonyme de créateur ou de personne exerçant un art.

## Origine du motartiste

### L'artiste au Moyen Âge
Aristote différencie science théorique (épistémè) et arts appliqués (tekhnè).

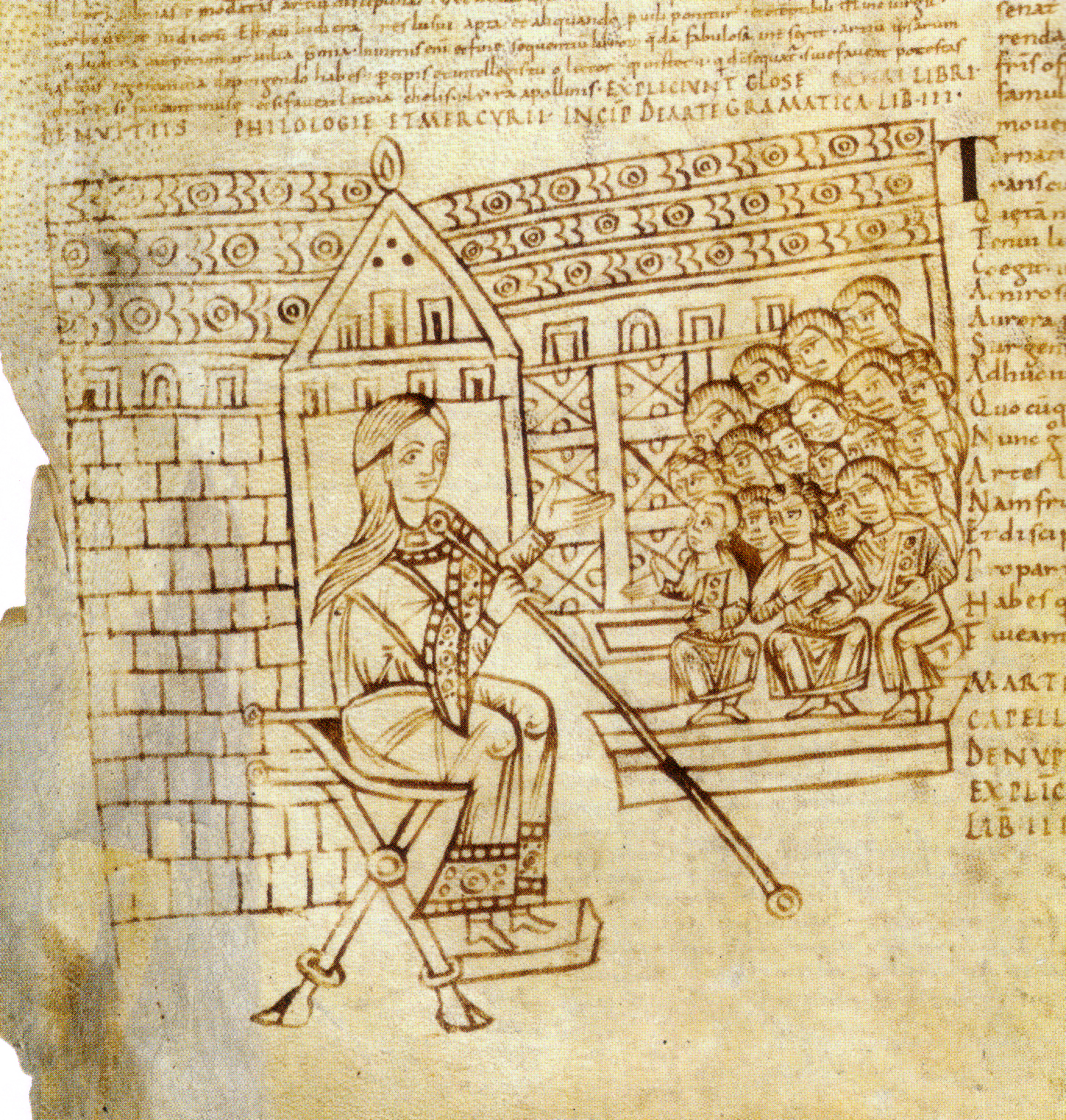
Martianus Capella
Allégorie de la grammaire dans un manuscrit du Xe siècle

L'université de Paris est composée de quatre facultés : faculté des arts, faculté de théologie, faculté de décret et faculté de médecine. La faculté des arts offrait aux étudiants l'enseignement nécessaire à l'entrée dans les trois autres facultés; Cet enseignement était fondé sur les sept arts libéraux comprenant le trivium et le quadrivium. Cette codification s'était progressivement imposée à partir de l'œuvre d'un rhéteur latin d'Afrique de la première moitié du Ve siècle, Martianus Capella, dans son roman allégorique et hermétiste les Noces de Phililogie et de Mercure. Cassiodore avait appelé « arts » les trois parties du trivium qui traitent du contingent, et « disciplines » les quatre dernières parties qui portent sur le nécessaire et sont la seconde partie de la philosophie. Boèce a inventé le terme de quadrivium pour ces disciplines. Isidore de Séville reprend largement les arts libéraux définis par Martianus Capella et Cassiodore dans ses Étymologies. Les arts libéraux sont considérés comme nécessaires aux hommes libres pour maîtriser l'expression orale et écrite (le trivium : grammaire, rhétorique et dialectique) et rendre compte de l'ordre du monde (le quadrivium : arithmétique, géométrie, astronomie et musique). Ce système est resté inchangé depuis la Haute Antiquité jusqu'à la Renaissance.
Un étudiant ou un enseignant de la faculté des arts était appelé artiste. Il terminait ses études en obtenant la maîtrise dès arts.
Les sept arts libéraux sont représentés par sept femmes décrites par Martianus Capella.
En parallèle se développe le système des neuf Muses venues de la tradition homérique qui en fait les filles de Zeus et que Platon décrit comme les médiatrices entre le dieu et le poète ou tout créateur dit intellectuel. Cependant il n'y a aucune Muse pour les arts manuels comme la peinture, la sculpture ou l'architecture.
Cet enseignement ne fait aucune place aux activités manuelles qui étaient souvent pratiquées dans l'Antiquité par des esclaves. L'esclavage et le servage disparaissant au cours du Moyen Âge, des hommes vont développer leurs techniques ou artifex dans les arts manuels ou mécaniques. Le développement de la société urbaine à partir du XIIe siècle va transformer leur travail, qui était au départ itinérant, et qui va pouvoir s'exercer dans une ville où ils peuvent se regrouper en corporations, appelées Arti en Italie. Ce sont encore des artisans.Le peintre, le sculpteur, l'orfèvre exercent une activité manuelle. Ils ne vont que progressivement se détacher de la condition inférieure liée alors à ces activités. Ils sont en ce temps-là pour la plupart anonymes.
Le milieu ecclésiastique considérait leur création de la beauté à partir de la matière brute comme une reproduction de l'acte divin de la création. Ainsi, saint Thomas d'Aquin parle de Dieu comme étant l'artifex mundi. Cependant, pour saint Thomas d'Aquin, l'exécutant d'une œuvre doit la réaliser conformément aux règles définies par son commanditaire ecclésiastique.
Au XIIe siècle, le moine Théophile écrit une somme des arts mécaniques du Moyen Âge : Schedula de diversis artibus. Pour lui, la beauté de la création et celle de l'âme du créateur sont indissociables et reliées.
Progressivement, les chroniqueurs vont montrer les mérites des créateurs des œuvres. Pour Hugues de Saint-Victor les arts mécaniques sont trop souvent méprisés et doivent acquérir un statut de science. Il les groupe en sept sciences mécaniques en reprenant la division des arts libéraux. Dans le second ensemble qu'il appelle l'armatura, il a placé l'architecture, la peinture, la sculpture et les arts dits mineurs. Dans son De divisione philosophiae, Dominique Gundissalvi soutient l'égalité des arts libéraux et des arts mécaniques. Dans le Defensor pacis, Marsile de Padoue distingue les arts mécaniques servant aux nécessités matérielles de ceux qui sont de l'ordre du plaisir et de l'agrément : la peinture, la sculpture et l'architecture. Il considère que ces derniers ont un statut intermédiaire entre les arts manuels et les arts libéraux.

### L'artiste de la Renaissance
Dans la littérature, la plus ancienne mention du mot artiste apparaît dans La Divine Comédie de Dante Alighieri. La première mention se trouve dans le chant XIII du Paradis  :
Si la cire était ductile à point,
et que le ciel fût dans sa plus haute vertu,
la lumière du sceau apparaîtrait tout entière ;
mais toujours amoindrie la rend la nature,
opérant comme l'artiste,
qui a l’habitude de l’art et une main qui tremble
Le mot réapparaît dans le chant XVIII du Paradis où il évoque l'âme d'un de ses ancêtres :
Puis, se mêlant et se mouvant avec les autres lumières,
l’âme qui m’avait parlé me montra
quel artiste elle était parmi les chantres célestes.
Enfin, au chant XXX , où arrivé au terme de son voyage, sous la conduite de Béatrice, il ne peut décrire la beauté avec la parole humaine :
mais il faut maintenant que je renonce à suivre davantage,
derrière sa beauté, en poésie,
comme un artiste après son dernier effort.
Dante fait de l'artiste celui qui a le pouvoir de montrer la beauté jusqu'à la révélation de la splendeur céleste. Il introduit le mot dans la langue italienne, invente la figure de l'artiste et en fait l'égal du poète.
Le mot a été peu utilisé dans le sens donné par Dante pendant les deux siècles qui ont suivi. On le retrouve en 1360 sous la plume de Franco Sacchetti, puis Francesco Albertini, élève de Ghirlandaio, connu entre 1493 et 1510, qui l'utilise à propos d'ex-voto de cire, « facte per mano di optimi artisti ».
C'est Michel-Ange qui va introduire définitivement le mot par son sonnet l'« Ottimo artista » :
Le grand artiste ne conçoit nulle idée
qu'un bloc de marbre en soi ne circonscrive
de sa gangue et seule la concrétise
la main obéissant à l'intellect.
Le philosophe florentin Benedetto Varchi, dans deux conférences faites en 1546 devant l'Académie florentine des lettres publiées en 1549, discute la signification du mot artista. Dans ces conférences, Varchi rappelle l'usage des mots artifice venant du latin artifex, et artigiano qui correspond au français artisan.
Dans ses Mémoires, Benvenuto Cellini rapporte une discussion orageuse avec Cosme Ier de Médicis au sujet de la statue de l'artiste, Persée tenant la tête de Méduse, vers 1548. Aux propos de Cosme de Médicis qui prétend parler de l'œuvre en connaisseur, Cellini lui répondit : « Vous vous y entendez comme un prince, mais moi comme un artiste ». Cellini devait connaître le sonnet de Michel-Ange car il était intervenu à la demande de Varchi pour les conférences publiées en 1549.

## Définition
Les caractéristiques conférées à un artiste, et la notion en elle-même, sont particulièrement variables dans l'histoire et n'ont pas de définitions universelles (de même que pour l'art, un « faux concept » anhistorique). Ces définitions ont comme origine une expérience, une appréciation personnelle, un regard et sont la conséquence d'un intérêt collectif propre à une culture. De plus, la notion d'artiste – ou son absence – et l'imaginaire qui l'accompagne, est liée à l'idée de sujet et d'altérité chez un groupe humain, à une époque déterminée.
Certains usages traditionnels distinguent l'artiste de l'artisan en se fondant sur la condition d'auteur, ou d'interprète, du premier. Soit un producteur de créations de l’esprit en opposition aux travailleurs manuels, aux exécutants anonymes, à ce qui est utile ou fonctionnel.
"J'appelle artiste celui qui crée des formes... et artisan celui qui les reproduit, quel que soit l'agrément ou l'imposture de son artisanat." dira ainsi Malraux.
Depuis le XVIIIe siècle, ces activités concernent principalement les accomplissements de l'humanité différents des sciences et du droit, qui ne prétendent ni « dire le vrai », ni établir des règles. Cependant, pour l'anthropologue Lévi-Strauss, la démarche de l'artiste relève à la fois de celle du bricoleur et du scientifique.
Dans un sens commun, et plutôt péjorativement ou pour la disqualifier, on parle également d'artiste ou de poète à propos d'une personne étrange, marginale, oisive, rêveuse, qui fait n'importe quoi, de quelqu'un qui n'a pas le sens des réalités, des règles, et est parfois considéré comme rebelle ou fou mais qui peut aussi à l'inverse être apprécié comme faisant preuve de génie.

## Statut
Dans l'Antiquité gréco-romaine ceux que l'on nomme aujourd'hui artistes « ont cherché à s'élever au-dessus de cette condition commune [...] en écrivant des traités sur leur art » (Agnès Rouveret). Aristote, évoquant « ceux qui furent exceptionnels », les caractérisait par leur mélancolie. Plus tard, du XIIIe siècle au XVe siècle européen, le statut social de l'artiste se résume essentiellement à celui de simples artisans ou domestiques de cour.
Mais, au cours de la Renaissance italienne, l'image des artistes est façonnée par des personnalités telles que Léonard de Vinci, Raphaël et Michel-Ange, dont l'influence sur leurs contemporains dépasse ce qui a précédé, ainsi que par l'apport de théoriciens comme Castiglione, Dante, Cennini, Ghiberti et Alberti inscrivant le « pouvoir créateur de l'esprit humain » au cœur de la culture humaniste.

### Points de repères notables
En 1571, un fait marquant est le décret pris par Côme de Médicis exemptant les peintres et sculpteurs florentins d'appartenir à une corporation. Cela est, huit ans après la fondation de l'Accademia del Disegno par Giorgio Vasari, un des prémices de la fin du système médiéval des guildes d'artistes et de leurs accès au rang d'hommes de science.
De même, trois personnages sont significatifs de la transformation du statut des artistes en occident, entre le Moyen Âge et la période contemporaine : Albrecht Dürer affirmant la « valeur ajoutée » qu'il apporte à l'œuvre, au-delà de la qualité des matériaux ; Nicolas Poussin, avec sa célébrité inédite, obligé de fuir ses commanditaires ; et Pierre Paul Rubens pour l'importance prise par la vie sociale et intellectuelle, autour de l'artiste, désormais concurrente de l'œuvre elle-même.
Avec Vincent van Gogh, la représentation que l'on se fait de l'artiste se combine avec l'ancien mythe du poète maudit, très vivant depuis le XIXe siècle, vers une figure de l'artiste en martyr, en marginal. Cela alors que dès les années 1920, Marcel Duchamp, tirant les conséquences de la mort d'une certaine conception de l'art, voire du discrédit des artistes concernés, envisage que « chacun serait un artiste, mais méconnu en tant qu'artiste ».

### Sociétés modernes
La sociologue Nathalie Heinich propose plusieurs angles pour comprendre la place des artistes dans les sociétés modernes : « conditions de travail, statut juridique, encadrement institutionnel, position hiérarchique, catégorie d'appartenance, fortune, mode de vie, accès à la notoriété, critères d'excellence, représentation qu'eux-mêmes, et les autres, se font de leur position – et jusqu'à leur caractère ou leur aspect physique... ».
La France, par le code général des impôts et les organismes de sécurité sociale (La Maison des artistes et AGESSA), définit administrativement une ébauche de statut professionnel social et fiscal de l'artiste actuel. En date de 2012, en France, l'artiste est un indépendant soumis à un régime social et fiscal original.
En France toujours, les intermittents du spectacles sont des artistes et des techniciens salariés exerçant leur activité sous contrat à durée déterminée d'usage avec un ou plusieurs employeurs du secteur du spectacle vivant ou de l'audiovisuel. Ils bénéficient à ce titre de droits sociaux définis par les annexes VIII et X de la convention Unédic et par le code de la sécurité sociale. Les artistes et techniciennes intermittentes dites matermittentes se voient privées d'une partie ou de la totalité de ces droits durant et après leur congé de maternité, situation qualifiée par le Défenseur des droits de « discrimination fondée sur l'état de grossesse tant au regard du droit communautaire que du droit interne ».

## Histoire francophone du terme
Le Dictionnaire historique de la langue française publié sous la direction d'Alain Rey donne d'autres origines de ce mot au Moyen Âge, mais avec des significations différentes, qui pour certaines ne sont plus d'usage, comme « étudiant des arts libéraux à l'université ». Il a aussi été utilisé à la place d'artisan ou pour indiquer qu'un objet a été « fait avec habileté et méthode, avec art ».
Le terme apparaît chez Christine de Pizan en 1395 et désigne celui qui pratique un métier, un artisan. Avant le XVIIIe siècle, le terme concerne les étudiants des arts libéraux, les artisans, etc. Du Bos, en 1719, utilise toujours l'expression « artisan illustre » pour un membre de la famille des peintres et poètes.
Après diverses variantes et en rupture avec le passé, « artiste » prend le sens moderne de praticien des beaux-arts à la fin du XVIIIe siècle. C'est au début du XIXe siècle qu'il concernera aussi les musiciens et les comédiens, puis tout autre créateur et interprète. Au même moment apparaît l'adjectif « artistique ».
Certains constateront que le terme artiste « finira par équivaloir, dans la modernité, à une sorte de titre nobiliaire », alors que les frontières délimitant le monde de l'art, dans les faits, sont fondées selon l'activité (art et métiers d'art) ou l'implication de la personne (amateur ou professionnel), bien qu'une conception « vocationnelle » (donc individualiste) se soit imposée en France, par exemple.

## Définition internationale
L'Unesco a proposé une définition ouverte, déterminée par la conscience individuelle, dans sa Recommandation relative à la condition de l'artiste (adoptée à Belgrade, le 27 octobre 1980) :

« On entend par artiste toute personne qui crée ou participe par son interprétation à la création ou à la recréation d'œuvres d'art, qui considère sa création artistique comme un élément essentiel de sa vie, qui, ainsi, contribue au développement de l'art et de la culture, qui est reconnue ou cherche à être reconnue en tant qu'artiste, qu'elle soit liée ou non par une relation de travail ou d'association quelconque. »

## Citations
- Des esthéticiens, auteurs[48] d'un rapport académique sur ce thème, rappellent :

« Si par « être un artiste », on entend plutôt un statut, la question peut alors relever d’une approche objective, à la fois historique et sociologique. On sait bien que le statut de l'artiste a une histoire, où se succèdent de grandes figures sans que jamais aucune ne soit entièrement abolie ou périmée par celles qui l'ont remplacée. [...] Cependant, le statut de l'artiste est toujours associé à une valeur. Car soutenir que tel individu est un artiste, c'est afficher la reconnaissance publique de quelque chose dont le nom a varié au fil des époques et n'est jamais très sûr : aptitude, compétence, puissance, don... » C'est sur ce plan de la valeur que Kant a repris la vieille question du génie, développée dans les oppositions de l’artiste et du savant, du talent et du cerveau, de la manière et de la méthode ; oppositions contestées presque terme à terme par Valéry dans son Introduction à la méthode de Léonard de Vinci. Enfin, il [paraît] difficile de passer sous silence la critique opérée par Dubuffet, non seulement du génie unique, mais aussi de l'idéalisme créateur  et du métier qui l'accompagne, en vertu duquel une œuvre résulte d'un plan intellectuel dont elle ne serait que la simple mise en application. Le théoricien italien Luigi Pareyson a finement montré que la création est le lieu sensible d'un débat dialectique  entre la « volonté de l'artiste » et la « volonté de l'œuvre », entre liberté et nécessité : « l'artiste est d'autant plus créateur qu'il est plus soumis à la volonté de l'œuvre » (Conversations sur l'esthétique), attentif en somme à la résistance de la matière, comme à ses potentialités. »

- Balzac, dans Le Curé de village de 1841, observe l'ignorance des sociétés sur l'origine du génie :

« L'homme de génie se révélera toujours en dehors des écoles spéciales. Dans les sciences dont s'occupent ces écoles, le génie n'obéit qu'à ses propres lois, il ne se développe que par des circonstances sur lesquelles l'homme ne peut rien : ni l'État, ni la science de l'homme, l'anthropologie, ne les connaissent. Riquet, Perronet, Léonard de Vinci, Cachin, Palladio, Brunelleschi, Michel-Ange, Bramante, Vauban, Vicat tiennent leur génie de causes inobservées et préparatoires auxquelles nous donnons le nom de « hasard », le grand mot des sots. »

- Pierre Bourdieu termine sa conférence Mais qui a créé les créateurs ? (p. 221) par :

« Bref, il s'agit de montrer comment s'est constitué historiquement le champ de production artistique qui, en tant que tel, produit la croyance dans la valeur de l'art et dans le pouvoir créateur de valeur de l'artiste. Et l'on aura ainsi fondé ce qui avait été posé au départ, au titre de postulat méthodologique, à savoir que le « sujet » de la production artistique et de son produit n'est pas l'artiste mais l'ensemble des agents qui ont partie liée avec l'art, qui sont intéressés par l'art, qui ont intérêt à l'art et à l'existence de l'art, qui vivent de l'art et pour l'art, producteurs d'œuvres considérées comme artistiques (grands ou petit, célèbres, c'est-à-dire célébrés, ou inconnus), critiques, collectionneurs, intermédiaires, conservateurs, historiens de l'art, etc. »

- En conclusion de son chapitre sur les Professionnels intégrés, francs-tireurs, artistes populaires et naïfs, Howard Becker (p. 275) récapitule :

« Ce ne sont pas les différences de qualité qui séparent toutes ces sortes d'art. On trouve des œuvres plus ou moins intéressantes dans chaque catégorie. Mais nous considérons toujours les œuvres hétérodoxes (celles qui ne sont pas réalisées sous les auspices d'un monde de l'art) selon une esthétique qui émane d'un monde, probablement un monde de l'art, auquel nous participons. C'est cette esthétique qui nous permet d'opérer une sélection dans l'énorme production de toutes les personnes qui ne sont pas des professionnels intégrés, de reconnaître que quelques œuvres sont dignes d'intérêt et méritent de sortir de la marginalité. À un autre moment, les membres d'un autre monde de l'art feront une sélection différente, si tant est que les mécanismes de conservation permettent aux œuvres de survivre pour pouvoir être choisies (cf. Moulin, 1978, p. 244-247). »

- Jean-Loïc Le Quellec[56] note (en référence à Richard Borshay Lee[57]) après sa Petite histoire de la lecture chamanique de l’art préhistorique :

« Le réductionnisme biologique ne sachant voir dans l’art que le produit d’une alchimie cérébrale provoquée par la transe conduit à dénier aux artistes la possibilité d’une expression libre, originale, portant sur des thématiques variées et non inféodées à des lois neuropsychologiques universelles, contrairement à ce qui est généralement admis pour les autres cultures. »

- Matt Crepinofsky, romancier russe, dans son ouvrage La pendaison par l'amour, définit la notion d'artiste :

« Est artiste celui qui succombe aux charmes de la philanthropie.  Seul le vrai philanthrope peut espérer plonger au cœur de la sensibilité artistique par l'amour qu'il porte à l'humanité. »

- Gilles Deleuze :

« L'artiste est celui qui crée des percepts. »

### Activités
Les artistes sont présents dans diverses activités
- Acteur
- Architecte
- Auteur-compositeur-interprète
- Calligraphe
- Chanteur
- Céramiste
- Cinéaste
- Compositeur
- Conteur
- Concepteur de jeux
- Cuisinier
- Danseur
- Designer
- Dessinateur
- Écrivain
- Graphiste
- Graveur
- Jongleur
- Magicien
- Marionnettiste
- Mathématicien
- Metteur en scène
- Mosaïste
- Musicien
- Peintre
- Performance
- Philosophe
- Photographe
- Plasticien
- Poète
- Réalisateur
- Sculpteur
- Skateur
- Typographe

### Pistes bibliographiques
Voir plus de références ici.
- Ernst Kris et Otto Kurz[58], L'Image de l'artiste : légende, mythe et magie. Un essai historique, Paris, 1987  (ISBN 2-86930-098-0).Trad. de Legend, Myth and Magic in the Image of the Artist : An Historical Experiment, New Haven, Londres, 1979 ; trad. basé sur Die Legende vom Künstler : ein geschichtlicher Versuch, Vienne, 1934.
- Paul Oskar Kristeller, Le système moderne des arts : étude d'histoire de l'esthétique, Nîmes, 1999  (ISBN 2-87711-207-1).Trad. de The modern system of the arts, dans Journal of the History of Ideas, 12 et 13, 1951 et 1952, p. 496-527 et 17-46 ; rééd. 1965 et 1980 ; nouv. éd. 1990.
- Claude Lévi-Strauss :
  - La Pensée sauvage, Paris, 1962, en part. p. 26-33.
  - Regarder écouter lire, Paris, 1993  (ISBN 2-259-02715-6).
- Margot et Rudolf Wittkower, Les Enfants de Saturne : psychologie et comportement des artistes de l'Antiquité à la Révolution française, Paris, 1985 (1re éd. 1963)  (ISBN 2-86589-013-9).Trad. de Born under Saturn: The character and conduct of artists.
- Jean Gimpel, Contre l'art et les artistes ou La naissance d'une religion, Éd. universitaires, 1968 ; éd. augm. avec une préf. de Philippe Delaveau, 1991  (ISBN 2-7113-0441-8). Une histoire du statut de l'artiste, depuis Giotto jusqu'à la décadence de l'art moderne.
- Enrico Castelnuovo :
  - Per una storia sociale dell'arte [Colloque, Institut suisse de Rome, 1975], dans Paragone, 313 et 323, 1976-1977 ; trad. en franç. L'histoire sociale de l'art : un bilan provisoire, dans Actes de la recherche en sciences sociales, 2, Paris, 1976, en part. p. 74.
  - L’artista, dans L'uomo medievale, 1987.
- Pierre Bourdieu, voir parmi ses nombreux textes à ce sujet :
  - Lettre à Paolo Fossati[59] à propos de la Storia dell'arte italiana, dans Actes de la recherche en sciences sociales, 31, Paris, 1980, p. 90-92 (en ligne).
  - Mais qui a créé les créateurs ?, dans Questions de sociologie, Paris, 1980, p. 207-221 ; nouv. éd. 1984.Conférence à l'École nationale supérieure des arts décoratifs en avril 1980.
- Howard Becker, Les Mondes de l'art, Paris, 1988  (ISBN 978-2-0808-0149-4) (critique par Pierre-Jean Benghozi) ; trad. de Art Worlds, Berkeley, 1982  (ISBN 978-0-520-05218-5).
- Magiciens de la terre : [exposition, 18 mai-14 août 1989], Centre Georges Pompidou, Musée national d'art moderne, La Villette, la Grande halle, sous la dir. de Jean-Hubert Martin, Paris, 1989  (ISBN 2-85850-498-9) (notice).
- Agnès Rouveret, Critique d'art (Antiquité gréco-romaine), dans Encyclopædia Universalis, Paris, av. 1992 [consulté dans l'éd. 2004] (bibliographie).
- Nadeije Laneyrie-Dagen, L'artiste. La formation, la question sociale, dans La peinture, sous la dir. de Jacqueline Lichtenstein, Paris, 1995, p. 721-723 et sq. (Textes essentiels)  (ISBN 2-03-741027-1).Ce chapitre contient des extraits d'Étienne Boileau, Leon Battista Alberti, Léonard de Vinci, Albrecht Dürer, Paul III à Michel-Ange Buonarroti, Francisco de Holanda, Charles Loyseau, Nicolas Poussin, Martin de Charmois, Colbert, Jacques Restout, Roger de Piles, Jean-Baptiste Dubos, Denis Diderot, Charles-Nicolas Cochin, Jacques-Louis David, Émile Zola, Octave Mirbeau et Antonin Artaud.
- Nathalie Heinich aborde ce sujet dans plusieurs ouvrages, dont :
  - L'Élite artiste. Excellence et singularité en régime démocratique, Paris, 2005  (ISBN 2-07-077492-9).
  - Être artiste : les transformations du statut des peintres et des sculpteurs, Paris, 1996 ; repr. 2005 (50 questions)  (ISBN 2-252-03532-3).Ouvrage pratique et de synthèse, reprenant certaines conclusions de ses études précédentes : Du peintre à l'artiste : artisans et académiciens à l'âge classique, Paris, 1993  (ISBN 2-7073-1454-4) ; La gloire de Van Gogh : essai d'anthropologie de l'admiration, Paris, 1991  (ISBN 2-7073-1398-X) ; Le triple jeu de l'art contemporain. Sociologie des arts plastiques, Paris, 1998  (ISBN 2-7073-1623-7).
- Marie Buscatto, L’art et la manière : ethnographies du travail artistique [L’art au travail. Introduction], dans L’art au travail, Paris, 2008, p. 5-13 (Ethnologie française, 38)  (ISBN 978-2-13-056598-7) (en ligne).
- Camille Janssens, Devenir artiste professionnel, méthodes, modèles, contrats, bonnes pratiques pour vivre de son art, Ars vivens, 2e édition 2018  (ISBN 978-2-916613-46-8) (résumé).

Quelques autres approches consultées pour rédiger cet article
- Morris Weitz, The Role of Theory in Aesthetics, dans Journal of Aesthetics and Art Criticism, 15-1, Philadelphia (PA), 1956, p. 27–35 (en ligne).
- Xavier Desjeux, La Convention de Rome (10-26 octobre 1961) : Étude de la protection des artistes, interprètes ou exécutants, des producteurs de phonogrammes et des organismes de radiodiffusion, Paris, 1966.
- Michèle Vessillier-Ressi, La condition d'artiste : regards sur l'art, l'argent et la société. Les écrivains, peintres, sculpteurs, graphistes, cinéastes, photographes, compositeurs... vus par eux-mêmes, Paris, 1997  (ISBN 2-84001-104-2) (extraits ; critique par Bernard Lahire).
- Philippe Pujas, Jean Ungaro et Karelle Ménine, Une éducation artistique pour tous ?, Ramonville Saint-Agne, 1999  (ISBN 2-86586-701-3).
- Marc Perrenoud, Partitions ordinaires. Trois clivages habituels de la sociologie de l’art questionnés par les pratiques musicales contemporaines, dans Sociétés, 85 (2004-3), Louvain-la-Neuve, Paris, 2004, p. 25-34  (ISBN 2-8041-4591-3) (en ligne).
- Sophie Lugon-Moulin, Naissance et mort de l’artiste. Recherche sur les Vies de Vasari [Thèse de Doctorat sous la dir. de Victor I. Stoichita et Pascal Griener], Fribourg, 2005 (texte en ligne).
- Les peuples de l'art : actes du colloque de Nantes, novembre 2002, sous la dir. de Joëlle Deniot et Alain Pessin, Paris, 2006, 2 vol.  (ISBN 2-296-00228-5 et 2-296-00229-3) (et un événement autour du colloque par Carole Launai).
- Pierre Lauret et Olivier Schefer, Rapport sur l’épreuve écrite d'esthétique et sciences de l'art : Suffit-il, pour être artiste, de le vouloir ? et texte de Jean Dubuffet (L’homme du commun à l’ouvrage, Gallimard, Paris, 1973, p. 98-99), II. Éléments de réflexion sur le sujet, dans Agrégation arts, concours externe, option Arts plastiques : sessions 2006. Rapport, dir. Hélène Sorbe, Paris, 2006, p. 28-30 et bibliogr. p. 6 [Question au programme des sessions 2004-2005-2006 : « L’artiste »] (pdf en ligne).
- Interviews [137 interviews d'artistes qui font la culture d'aujourd'hui : 1987-2007], dir. Christian Fevret et Pascal Bertin, Paris, novembre 2007 (Les Inrockuptibles. Hors-série collector)  (ISSN 0298-3788) (annonce).
- Philippe Pataud Célérier, L’art (contemporain) de bâtir des fortunes avec du vent. Qui fixe la valeur d’une création ?, dans Le Monde diplomatique, Paris, août 2008, p. 22-23 (en ligne).
- Jean-Michel Lucas[60], Repenser la place de l’art et de la création dans la société et auprès de la population [Séminaire aux Halles de Schaerbeek], Bruxelles, 2008 (en ligne).
- Yves Michaud, Que font les artistes ? [Conférence du 5 février 2008 au Lycée Emile Duclaux, Aurillac], Paris, 2008, 70 min 39 s (Université de tous les savoirs au lycée) (en ligne).